# Tongfeng Anzhu
Tongfeng Anzhu (chiń. 桐峰庵主; pinyin Tóngfēng Ānzhŭ; kor. 동봉암주 Tongbong Amju; jap. Tōhō Anjū; wiet. Thông Phong Am Chúa) – chiński mistrz chan ze szkoły linji.

## Życiorys
Brak informacji o jego życiu. W Jingde chuandeng lu zapisano tylko kilka jego dialogów.
Mnich spytał Togfenga: „Mistrzu, gdybyś nagle spotkał się tu z dużym tygrysem, co byś zrobił?”
Mistrz zaryczał jak tygrys. Mnich oddał stan przerażenia. Mistrz głośno się zaśmiał.
Mnich powiedział: „Ty stary złodzieju.”
Tongfeng powiedział: „Jak możesz walczyć z tym starym mnichem?”
Mnich podszedł do chatki Tongfenga, ale potem zaczął odchodzić.
Tongfeng zawołał: „Czcigodny! Czcigodny!”
Mnich odwrócił głowę i krzyknął.
Tongfeng milczał.
Mnich powiedział: „A więc stary facet jest martwy.”
Tongfeng uderzył go. Mnich milczał.
Mistrz zaśmiał się: „Ha ha ha!”
Mistrz ten występuje w 85 gong’anie Biyan lu.

## Linia przekazu Dharmy zen
Pierwsza liczba oznacza liczbę pokoleń mistrzów od 1 Patriarchy indyjskiego Mahakaśjapy.
Druga liczba oznacza liczbę pokoleń od 28/1 Bodhidharmy, 28 Patriarchy Indii i 1 Patriarchy Chin.
- 36/9. Baizhang Huaihai (720–814)
  - 37/10. Huangbo Xiyun (zm. 850)
    - 38/11. Linji Yixuan (zm. 867)
      - 39/12. Weifu Dajue (bd)
      - 39/12. Zhenzhou Wanshou (bd)
      - 39/12. Youzhou Tangong (bd)
      - 39/12. Zhexi Shanquan (bd)
      - 39/12. Tongfeng Anzhu (bd)
      - 39/12. Dingzhou Cuichan (bd)
      - 39/12. Zhuoshou Kepu (bd)
      - 39/12. Fubei Anzhu (bd)
      - 39/12. Xiangzhou Licun (bd)
      - 39/12. Xingshan Jianhong (bd)
      - 39/12. Guanqi Ezhou (bd) (Guanxi)
      - 39/12. Ding Shanzuo (bd)
      - 39/12. Qisong (bd)
      - 39/12. Yunshan (bd)
      - 39/12. Shanyang Anzhu (bd)
      - 39/12. Huxi Anzhu (nd)
      - 39/12. Cangzhou Meicang (bd)
      - 39/12. Silla Zhiyi (bd)
      - 39/12. Baoshou Yanzhao (830–888)
        - 40/13. Xiyuan Siming (bd)

      - 39/12. Zhiyi Daozhe (bd)
        - 40/13. Suozhou Tankong (bd)

      - 39/12. Guanqi Zhixian (bd)
        - 40/13. Luzu Sanjiao (bd)

      - 39/12. Sansheng Huiran (Zhenzhou) (bd)
        - 40/13.
        - 40/13.

      - 39/12. Xinghua Cunjiang (Weifu) (830–925)
        - 40/13. Nanyuan Huiyong (Baoying) (860–930)
          - 41/14. Fengxue Yanzhao (896–973)